# وایتوتر (کانزاس)
وایتوتر (به انگلیسی: Whitewater) شهری در ایالت کانزاس کشور ایالات متحده آمریکا است که جمعیت آن در سرشماری سال ۲۰۱۰ میلادی، ۷۱۸ نفر بوده‌است.